# Station Swalmen
Station Swalmen is het spoorwegstation van Swalmen. Het stationsgebouw stamt uit 1862 en behoort tot het type SS 5e klasse.
In 2003 is men begonnen met het verleggen van de spoorbaan in verband met de aanleg van de autosnelweg A73. Doordat het stationsgebouw hierdoor niet meer aan de sporen grenst, heeft het zijn functie verloren. Het was de bedoeling om het monumentale gebouw te slopen, maar de gemeente Swalmen gaf hiervoor geen toestemming. Momenteel staat het daarom leeg, wachtend op een nieuwe eigenaar. Aan de overkant van het stationsgebouw is een nieuw station aangelegd zonder stationsgebouw. Dit station is sinds 2004 in gebruik.
Op het station staan een kaartautomaat en twee wachtruimten. Verder zijn er een onbewaakte fietsenstalling aanwezig en enkele parkeerplaatsen voor auto’s.
Station Swalmen beschikt over twee sporen waar tweemaal per uur de stoptrein Roermond - Nijmegen v.v. stopt. De treinen in beide richtingen vertrekken nagenoeg allemaal vanaf spoor 2. Spoor 1 wordt alleen gebruikt voor goederentreinen en bij het passeren als er vertragingen zijn. Bij het station ligt ook een bushalte.

## Verbindingen

### Trein
Op station Swalmen stopt momenteel de volgende treinserie:
| Serie       | Treinsoort         | Route                                          | Bijzonderheden |
| ----------- | ------------------ | ---------------------------------------------- | -------------- |
| 32200 RS 11 | Stoptrein (Arriva) | Nijmegen – Venray – Venlo – Swalmen – Roermond |                |

In de late avond rijden de laatste drie treinen richting Nijmegen niet verder dan Venlo.

## Afbeeldingen

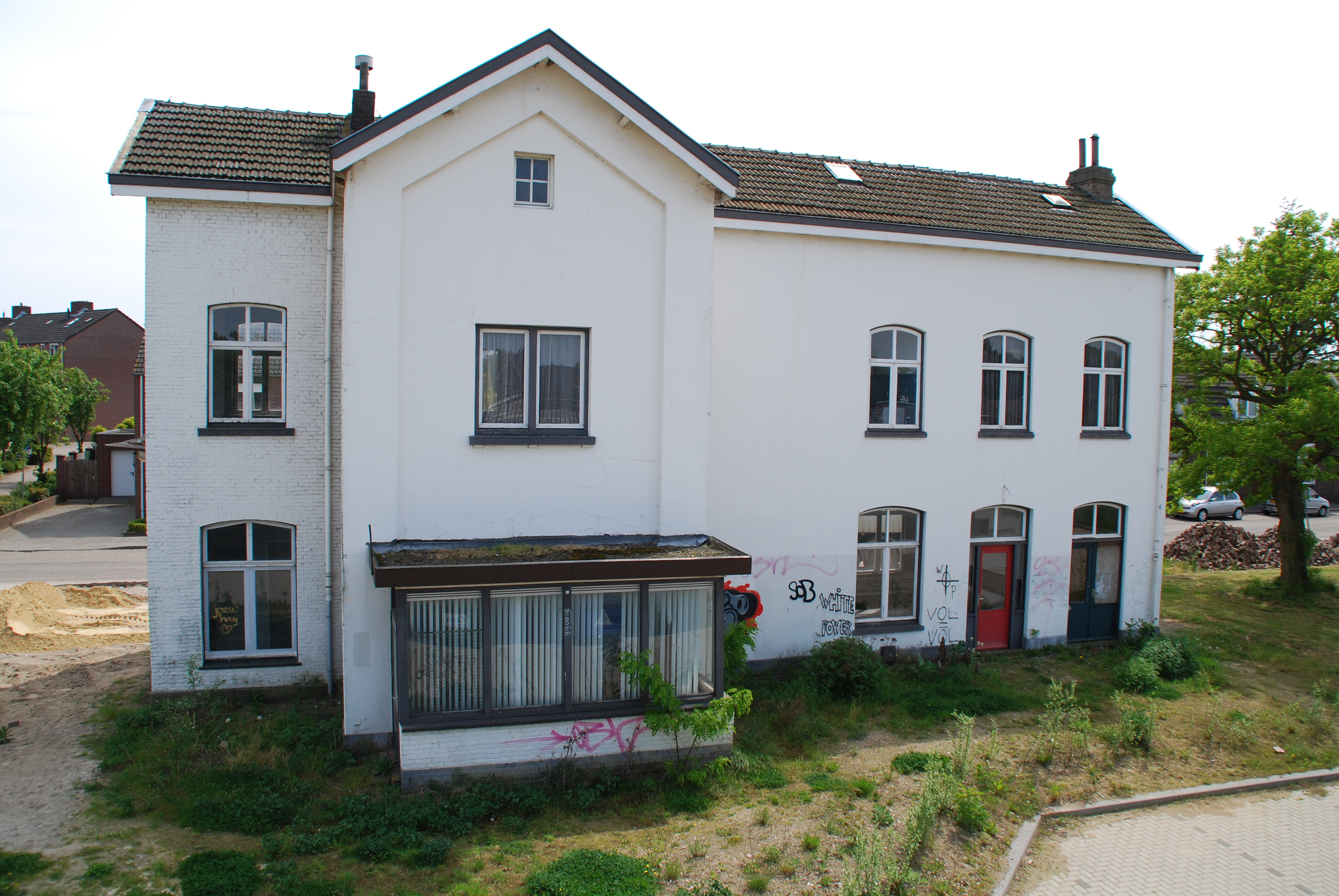
Perronzijde in 2009
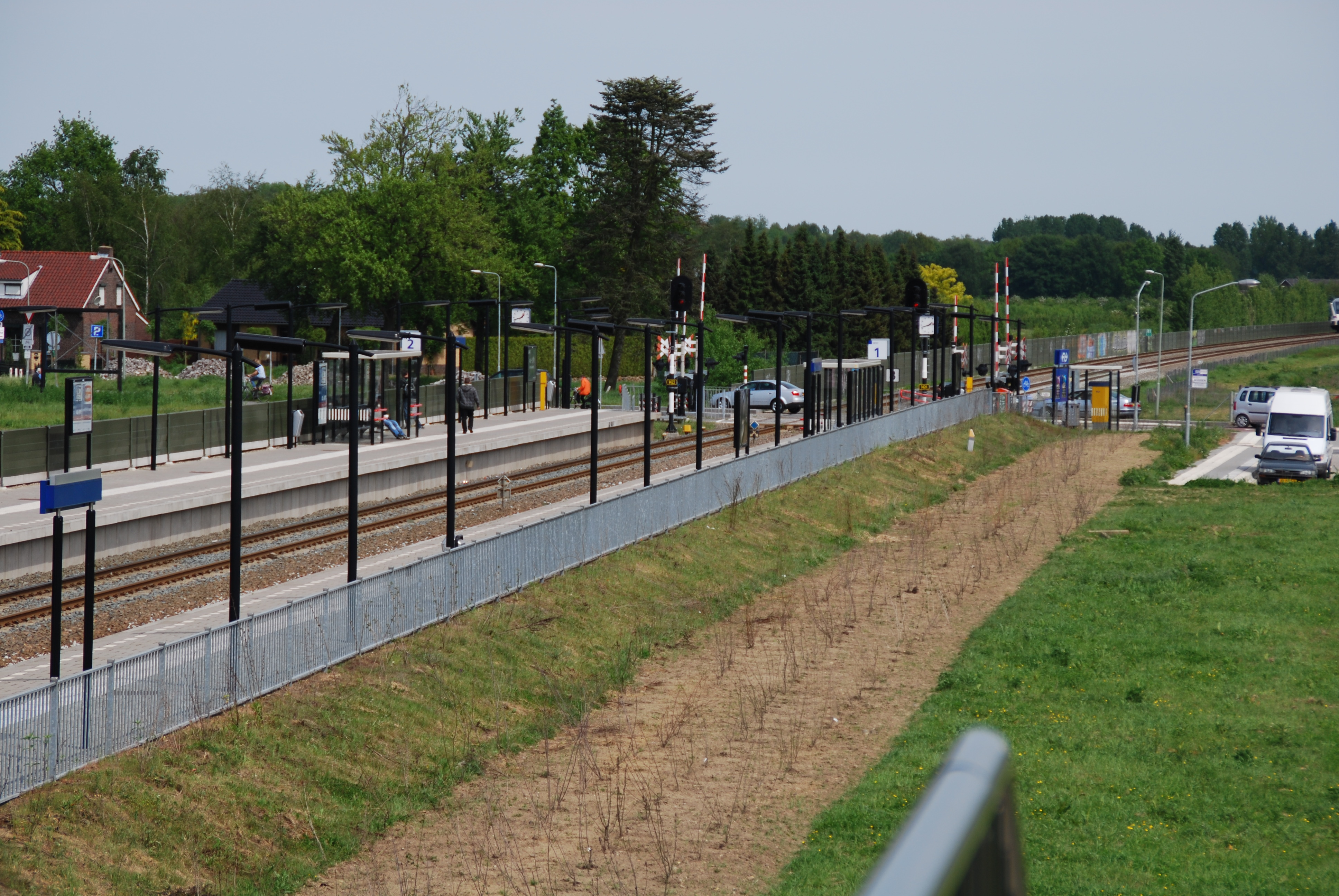
De nieuwe halte in 2009
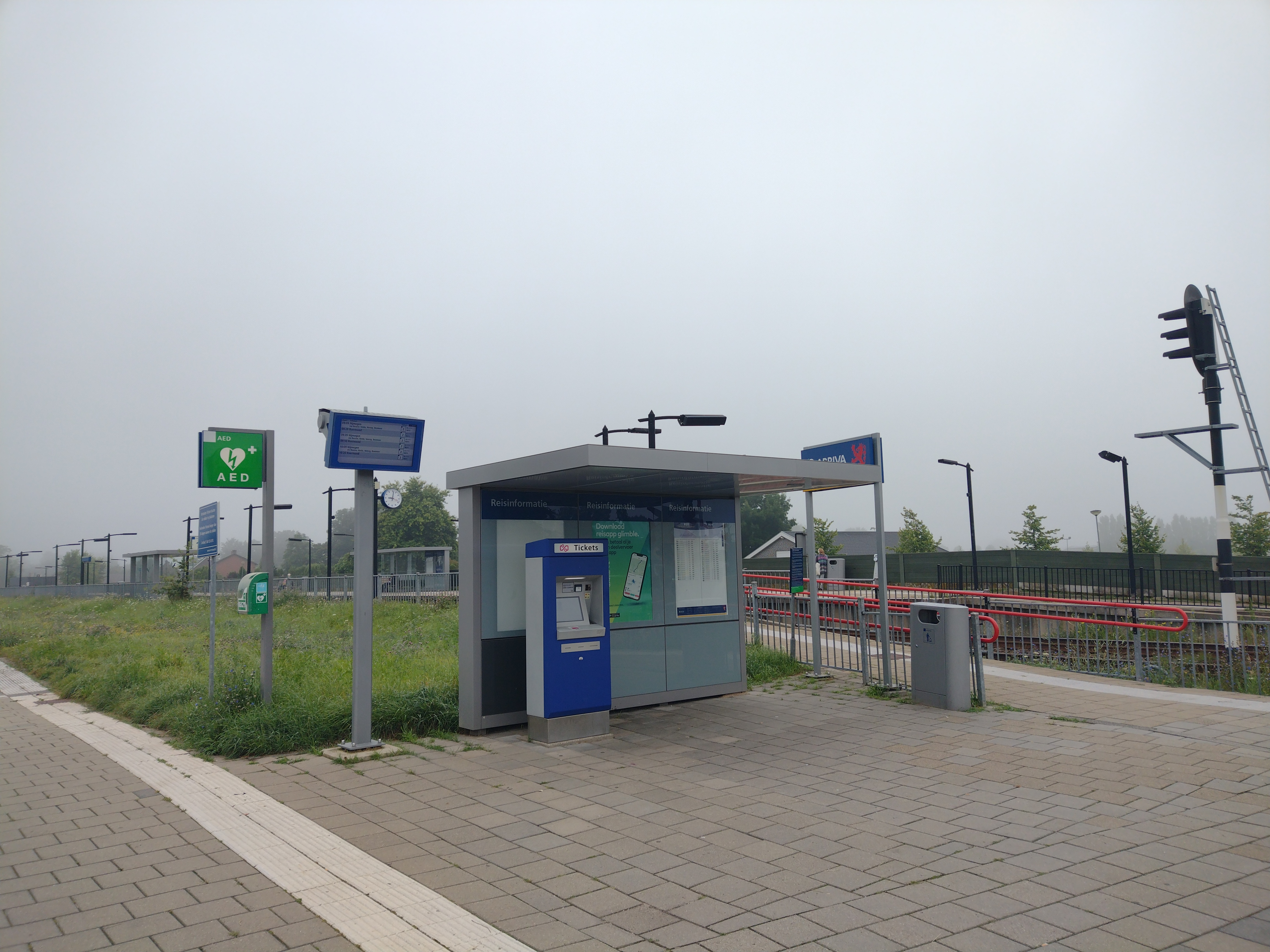
Het station in 2024

Beek-Elsloo ·
Blerick · 
Bunde · 
Chevremont · 
Echt ·
Eijsden ·
Eygelshoven ·
-Markt · 
Geleen:
-Lutterade · 
-Oost · 
Heerlen ·
-Woonboulevard ·
Hoensbroek · 
Horst-Sevenum · 
Houthem-Sint Gerlach · 
Kerkrade Centrum ·
Klimmen-Ransdaal · 
Landgraaf · 
Maastricht ·
-Noord · 
-Randwyck · 
Meerssen ·
Mook-Molenhoek ·
Nuth · 
Reuver · 
Roermond ·
Schin op Geul · 
Schinnen · 
Sittard · 
Spaubeek · 
Susteren · 
Swalmen · 
Tegelen · 
Valkenburg · 
Venlo · 
Venray ·
Voerendaal · 
Weert
Voormalige stations: zie de lijst van voormalige spoorwegstations in Limburg (Nederland)